# Фортечний ансамбль Мангупа

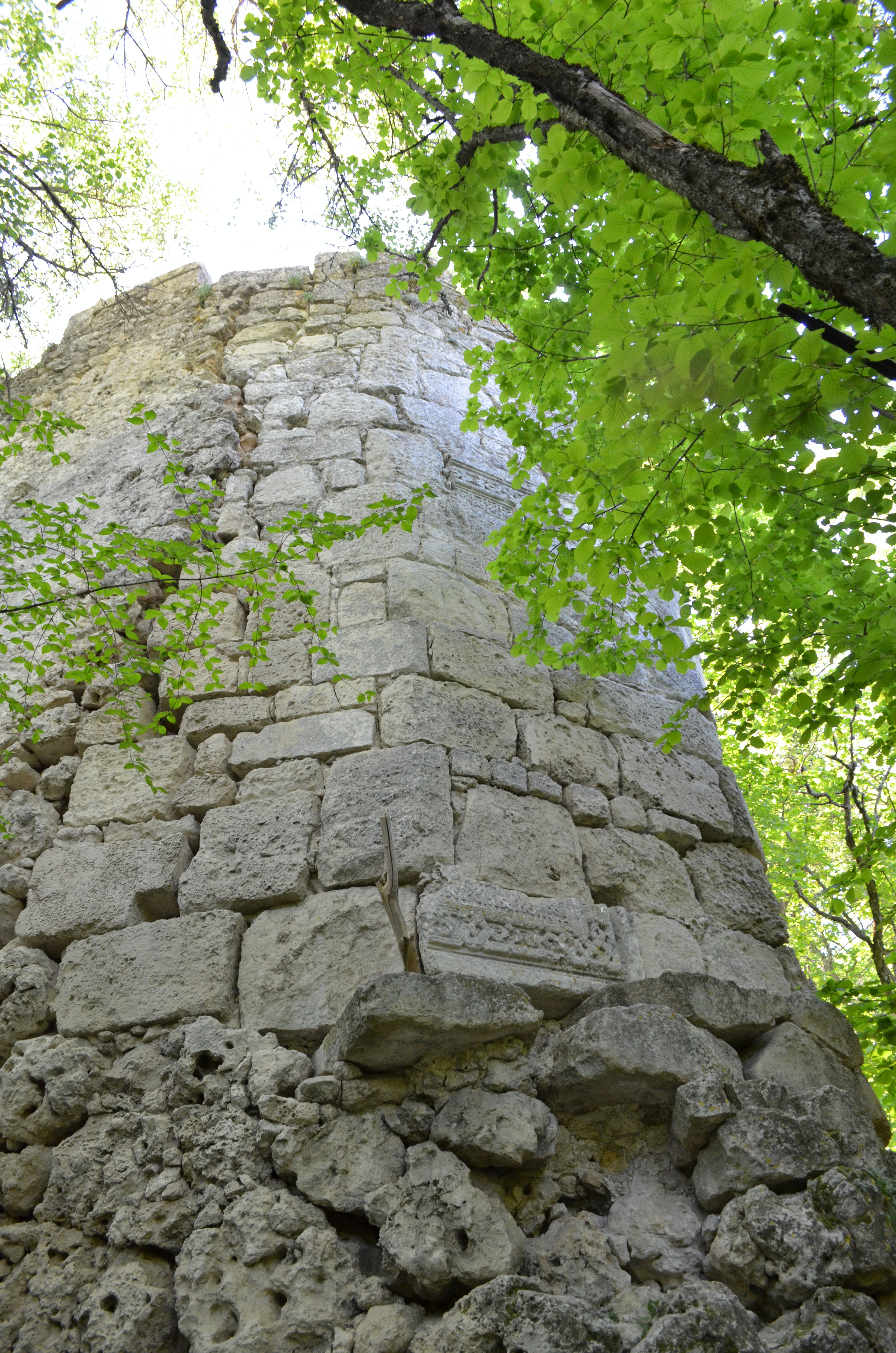
Вежа 2 лінії оборони у балці Табана-Дере

Фортечний ансамбль Мангупа або Оборонна система Мангупа — система фортечних споруд, побудованих на плато гори-останку Баба-Даг і є комплексом оборонних стін і веж, підкріплений природними перешкодами у вигляді високих скельних обривів.
Мангуп — нетипова для часу пізнього середньовіччя гігантська фортеця-притулок, загальною площею 90 гектарів, що включала не тільки власне місто з гарнізоном, але й укрити додаткові контингенти військ і населення навколишніх долин зі своєю худобою та іншим майном. У нього було включено як плоску поверхню гори, і верхів'я балок з півночі прорізаючих масив. Істориками прийнято, що діючий кріпосний вузол, що складається з цих трьох елементів, склався досить пізно, не раніше перетворення Мангупа на столицю князівства Феодоро (XIV—XV століття), коли остаточно був реалізований принцип послідовної оборони, що панував в античну і середньовічну епохи, відповідно до якого укріплення мало головну фортечну огорожу («Головна лінія», найраніша і найскладніша в будівельному плані), «другу лінію» (ретраншемент, або тилову позицію), і цитадель на мисі Тешклі-Бурун. Природна важкодоступність плато, здебільшого периметра обмеженого скельними урвищами, висотою до 70 м, при створенні фортеці була посилена стінами, що перекривають прохід у всіх доступних місцях.

## Головна лінія оборони
Головна лінія оборони було зведено першою. Час її створення історики відносять до другої половини VI століття (наприкінці правління Юстиніана I). З ініціативи адміністрації візантійської феми Херсонеса та під керівництвом візантійських інженерів у традиціях візантійської фортифікації на плато зводиться потужна фортеця: Сергій Сорочан, аналізуючи знахідку Р. Лепера 1913 року у вигляді фрагмента напису зі згадкою «автократора Юстиніана», дійшов висновку про спорудження стін не раніше 562—563 років. Під час будівництва фортеці візантійські фортифікатори максимально використовували природні особливості гори, проте можливі місця проходу на плато були перекриті різними оборонними спорудами.
Головна лінія оборон складається з окремих ділянок, що перекривають верхів'я балок та розщілини з місцями можливого доступу на плато на мисах Чамну-бурун та Чуфут-Чеарган-бурун. Також стінами та бойовими парапетами були перегороджені проходи на південних урвищах, де додатково були зрубані скельні виступи, якими можна було б піднятися на вершину, обходячи оборону. Південні обриви плато також має кілька доступних для підйому ділянок, найзначніший з яких — схил шириною близько 100 м; також є два вузькі розпадки зі стежками й кілька вузьких, дуже крутих, але прохідних розщелин — вони також були перегороджені короткими стінами. Двопанцирні стіни, товщиною до 1,8 м, були складені строгими рядами з добре підігнаних один до одного каменів (квадрів) різних лицьових розмірів — від 0,92 на 0,65 м до 0,29 на 0,45 м. Забутівка виконана з середніх розмірів ламаного каменю, залитого вапняним розчином
Оборонні вежі, прямокутні в плані, споруджувалися на найбільш довгих ділянках стін, що перекривають балки. Історики враховують три можливі дороги до фортеці. Доступною для колісного транспорту вважається одна, що веде з балки Алмалик-дере, під обривами мису Тешклі-бурун до головних воріт, що знаходяться у верхів'ях балки Капу-дере. Вважається, що дорога, прокладена на останній ділянці, від краю мису до воріт і проходить по штучній підсипці, укріпленої вертикально поставленими великими каменями, споруджувалася одночасно зі зведенням фортечних споруд. Головні ворота (вони ж, єдині, відповідно особливостям ранньовізантійської фортифікації), складені з добре обтесаних і підігнаних квадрів. Спорудження виконано з Коробовим склепінням, що спиралися однією стороною на пілон, а інший — на скельну основу мису Тешклі-бурун. Проліт арки досягав 3,8 м, а ширина проїзду — близько 2,6 м. Побудова воротного пілона зазвичай наводиться, як найбільш виразний приклад монументальної кладки юстиніанівського часу Мангупа. Єгор Келлер відзначав, що опорою воротного зводу, що звалився до його часу (1821 рік), служив з одного боку природний скельний обрив, а з іншого — пілон, складений з тесаного каменю. Два інших шляху до міста вели по балках Гамам-дере і Табана-дере. Вони крутіші й вважається, що вони практично не підходили для колісних возів, але могли використовуватися, як в'ючні дороги. Передбачається наявність якихось проїздів в тамтешніх стінах, але, зважаючи на незавершеність розкопок, їх сліди візантійського періоду поки не виявлені (наявні хвіртки відносяться до османського періоду).
Практично у первісному вигляді фортеця проіснувала на початок XVI століття: проводилися лише ремонти окремих її укріплень, зруйнованих результаті військових дій чи природних сил. Відомо про дві значні перебудови кріпосного фортечного ансамблю:
- У 780-х роках Мангуп був захоплений хозарами, які за приблизно 60 років панування перебудували деякі ділянки фортифікаційної системи. Ранньовізантійська стіна в яру Табана-дері була перенесена приблизно на 100 метрів вгору схилом, при цьому використовувалися кам'яні блоки старої стіни[1]. Можливо саме про ці роботи, під керівництвом сотника Хуїтана, свідчить пам'ятний напис XIV століття[8]. Відомо про якусь перебудову стіни в яру Табана-дері в 994–995 роках[9], ще під час входження Мангупа до складу візантійської Херсонської феми[10].
- Після захоплення Мангупа турками-османами, близько 1500 року, головна лінія оборони зазнала значної реконструкції для пристосування фортеці до використання вогнепальної зброї. Окремі ділянки фортечної огорожі були перенесені вище схилом, спрямовані куртини, перебудовані старі вежі й додані нові[11].

## Друга лінія оборони
Друга, або Внутрішня, лінія оборони є практично прямою фортечною стіною довжиною 620 м, що пролягає від основи мису Еллі-Бурун до південних обривів напрямком на південний захід і відсікає незаселену територію плато від власне міста. Була побудована за правління князя Олексія на початку XV століття, при відновленні міста після руйнування 1390-х років. Забезпечена 9 вежами з відкритою тильною частиною, при висоті до 8 м і товщині стін не більше 1 м, забезпечена зубцями, і бійницями. Виходячи з відсутності рову і протейхізму, історики роблять висновок, що це був допоміжний рубіж, який лише доповнював Головну лінію, всю довжину якої воїни гарнізону могли не проконтролювати. Стіна була побудована за принципами оборони, відповідним поняттям пізнього середньовіччя (цим відрізняючись від пристрою Головної лінії оборони): вежі розставлені з частотою, яка залежить від ступеня ймовірності удару ворога по тій чи іншій ділянці, відстань між ними (близько 46 м) дозволяла прострілювати все простір. Північно-східний фланг, що перетинає верхів'я балки Табана-дере, протяжністю близько 350 м, має 6 веж — це найбільш укріплену ділянку і, мабуть, тут будівельники бачили найбільшу небезпеку у разі штурму. На південно-західній ділянці стін всього 3 вежі з відстанню між ними 95 м і 118 м: така нерівномірність обумовлена особливостями рельєфу.

## Цитадель
Укріплення на мисі Тешклі-бурун, що складається з огороджувального краю мису фортечної стіни з баштою-донжоном, також було князівським палацом правителів Феодоро. Будівництво цитаделі історики відносять до XIV століття, комплекс використовувався для різних цілей до другої половини XVIII ст.